# Кирс, Урмас
Урмас Кирс (эст. Urmas Kirs; 5 ноября 1966, Вильянди) — эстонский футболист, защитник, футбольный тренер. Выступал за национальную сборную Эстонии.

## Биография

### Карьера игрока
Воспитанник клуба «Вильянди Линнамеэсконд» (тренер — Лео Ира), в нём же начал взрослую карьеру в чемпионате Эстонской ССР. В первой половине своей карьеры играл на позиции нападающего. В 1990 году выступал за таллинский «Спорт» в Балтийской лиге.
С 1992 года играл за таллинскую «Флору». В первом сезоне независимого чемпионата Эстонии вошёл в пятёрку лучших бомбардиров с 11 голами и стал лучшим снайпером своего клуба. Однако позднее был переведён в защиту. В составе «Флоры» выступал девять сезонов, стал четырёхкратным чемпионом страны и неоднократным призёром. В 1992 году забил 7 голов в матче чемпионата против «Маарду» (19:0), в 1998 году стал автором гола в ворота «Милана» (1:2) в Еврокубках.
В 1999—2000 годах выступал в высшем дивизионе Финляндии за «КТП Котка». После возвращения в Эстонию немного играл за «Тулевик» и «Элву», после чего завершил профессиональную карьеру.

### Карьера в сборной
Дебютный матч за национальную сборную Эстонии сыграл 3 июня 1992 года против сборной Словении, это была первая официальная игра сборной Эстонии в качестве члена ФИФА после восстановления независимости. Свой первый гол за сборную забил 30 октября 1996 года в ворота сборной Финляндии. Последний матч провёл 26 апреля 2000 года против Люксембурга.
Всего за национальную сборную сыграл в 1992—2000 годах 80 матчей и забил 5 голов. В одной игре (в 1994 году с Латвией) был капитаном команды.

### Тренерская карьера
С 2001 года работал детским тренером в клубах «Элва», «Коткас» (Таллин), «Левадия», школе Андреса Опера. Затем тренировал эстонские команды низших дивизионов, также работал с юношескими и молодёжными сборными Эстонии. Имеет тренерскую лицензию УЕФА с 2007 года.
В ходе сезона 2016 года возглавил «Тарвас», проводивший первый сезон в высшем дивизионе, команда выступала неудачно и финишировала последней, набрав всего три очка.

## Достижения (как игрок)
- Чемпион Эстонии (4): 1993/94, 1994/95, 1997/98, 1998
- Серебряный призёр чемпионата Эстонии (2): 1992/93, 1996/97
- Бронзовый призёр чемпионата Эстонии (2): 1995/96, 1999
- Обладатель Кубка Эстонии (2): 1995, 1998
- Обладатель Суперкубка Эстонии (1): 1998